# Акедіс
Акедіс — бог у стародавній Нубії.
Зображення Акедіса зустрічаються тільки в храмі Нага; це говорить про те, що він міг бути локальним божеством саме цієї місцевості. Акедіс зображений на одній з бічних стін храму, разом із Апедемаком, Гором і Амоном. Зовні цей бог схожий на єгипетського бога Птаха. Храм у Нага побудований кушитським царем Натакамані на честь левоголового бога Апедемака. Також його зображення можна зустріти на декоративних елементах у храмі Табо.